# Kruchta

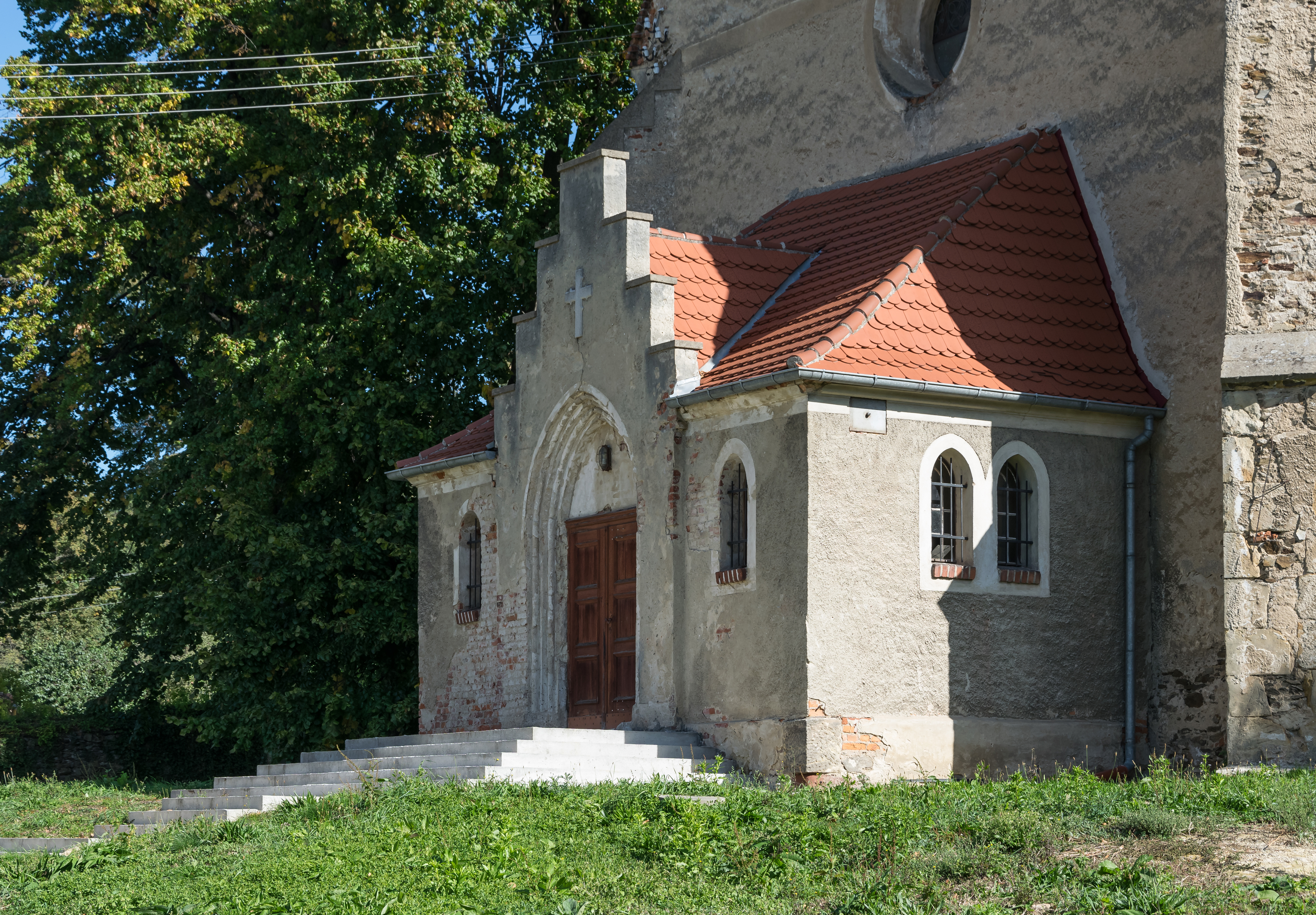
Kruchta kościoła w Stolcu

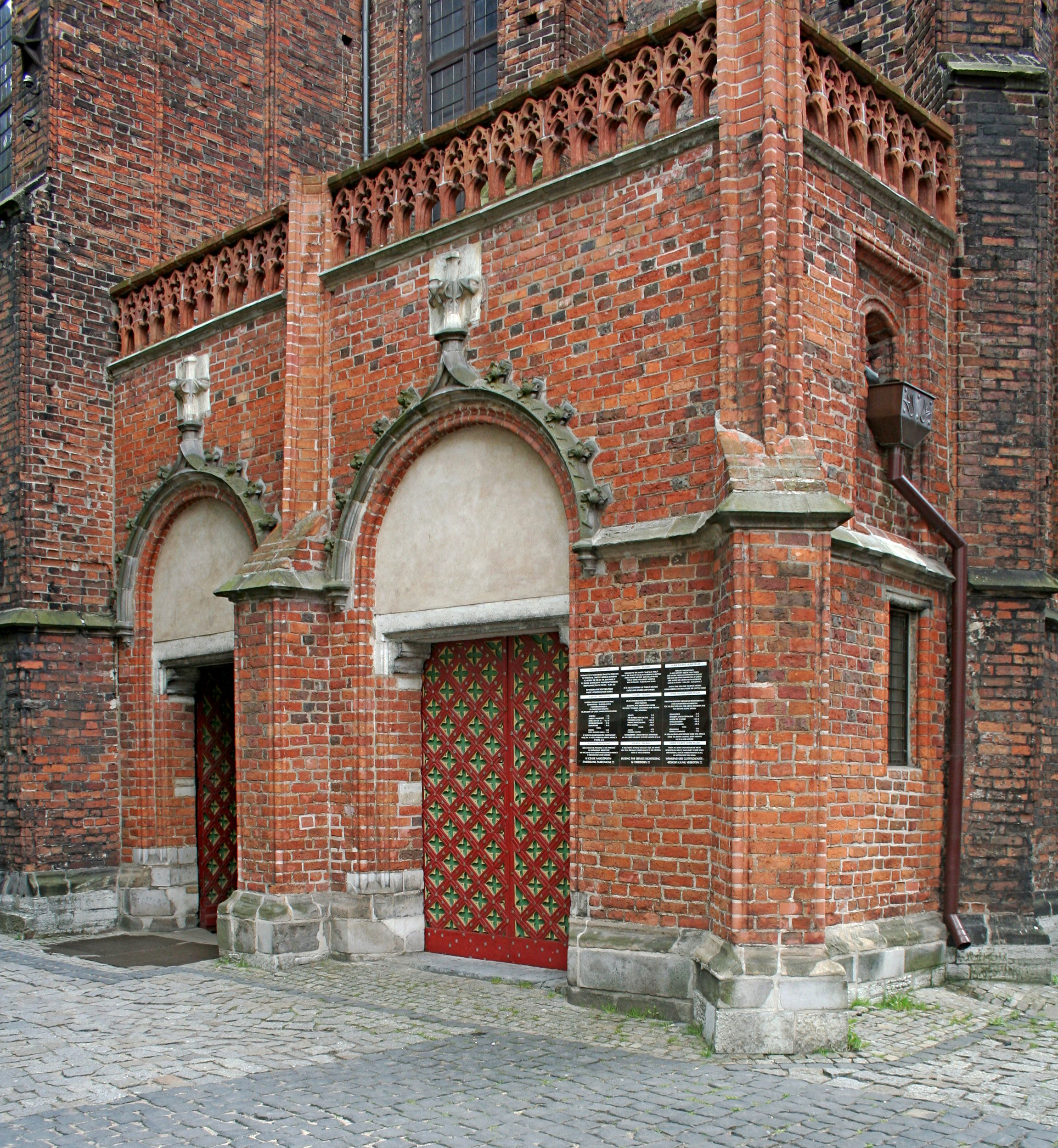
Północna kruchta toruńskiej katedry (II połowa XV w.)

Kruchta (dawniej nazywana babińcem) – część kościoła, przedsionek usytuowany przed głównym wejściem, niekiedy również przed bocznym – do naw lub zakrystii.
Najczęściej wydzielona jest wewnątrz kościoła, choć może być w formie przybudówki wyraźnie wyodrębnionej z bryły budynku.
Kruchta oprócz funkcji praktycznych (zabezpieczenie wnętrza przed wiatrem i opadami) pełniła również funkcje religijne (miejsce odprawiania pokuty, chrztów, wystawiania trumny przed mszą pogrzebową) i administracyjno-sądowe (jako miejsce ogłaszania postanowień miejskich i kościelnych oraz sprawowania sądów).